# Bazylika św. Sabiny w Rzymie
Bazylika św. Sabiny na Awentynie w Rzymie (wł. Basilica di Santa Sabina all'Aventino) – rzymskokatolicki kościół tytularny w Rzymie.
Świątynia ta jest kościołem rektoralnym parafii św. Pryski oraz kościołem tytularnym, mającym również rangę bazyliki mniejszej. Jest też kościołem stacyjnym ze Środy Popielcowej.
Do bazyliki przylega klasztor dominikanów założony przez św. Dominika.

## Lokalizacja
Kościół znajduje się w XII Rione Rzymu – Ripa przy Piazza Pietro d’Illiria 1.

## Patronka
Patronką świątyni jest św. Sabina – rzymska patrycjuszka, która poniosła śmierć męczeńską za wiarę chrześcijańską w II wieku.

## Historia
Kościół został ufundowany w latach 425–432 przez iliryjskiego księdza Piotra. Kościół wybudowano prawdopodobnie na miejscu oryginalnego Titulus Sabinae. Świątynię konsekrował papież Sykstus III około 432 roku. Kościół był przebudowywany przez papieży Leona III i Eugeniusza II.
W roku 1219 papież Honoriusz III przekazał bazylikę św. Sabiny św. Dominikowi. Wtedy też przebudowano kampanilę i dobudowano krużganki. W 1587 roku na zlecenie papieża Sykstusa V Domenico Fontana zmienił wystrój wnętrza bazyliki. Ponowne zmiany zostały dokonane przez Francesco Borromini w 1643 roku.
Przeprowadzone w latach 1914–1919 oraz 1936–1938 renowacje miały przywrócić bazylice antyczny wygląd.

## Architektura i sztuka
Portyk przedsionka po bokach zdobią antyczne kolumny: cztery z nich są spiralne z żółtego marmuru, pozostałe natomiast są granitowe. W przedsionku znajduje się figura św. Róży z Limy z 1668 roku.
Drzwi portalu głównego wykonane są z cyprysowego drewna, przy czym są to oryginalne drzwi świątyni datowane pomiędzy 420 a 450 rokiem. Drzwi te pierwotnie zdobiło 28 płaskorzeźbionych kwater przedstawiających sceny biblijne, do czasów obecnych zachowało się 18 z nich. Kolejne kwatery przedstawiają (idąc od góry do dołu i od lewej do prawej): ukrzyżowanie, niewiasty przy pustym grobie, pokłon trzech króli, Chrystusa ze św. Piotrem i Pawłem, wskrzeszenie Łazarza, Mojżesza na pustyni, wniebowstąpienie, powtórne przyjście (lub triumf) Chrystusa, ukazanie się Jezusa po zmartwychwstaniu uczniom, ukazanie się Jezusa po zmartwychwstaniu niewiastom, zapowiedź zaparcia się św. Piotra, proroka Habakukaa z aniołem, Mojżesza otrzymującego prawo, hołd składany ważnej osobistości, Izraelitów ze słupem ognia, Eliasza wstępującego do nieba, św. Piotra myjącego ręce, Chrystusa przed Kajfaszem. Scena ukrzyżowania na drzwiach jest prawdopodobnie jednym z najstarszych przykładów takiego przedstawienia w sztuce.
Wnętrze bazyliki jest trójnawowe bez transeptu, podzielone przez 24 antyczne kolumny z II wieku. Nad oraz między arkadami zachował się fryz z V wieku. Okna są nie szklane, ale z selenitu. Nawę główną przykrywa drewniany sufit w całości zrekonstruowany w 1936 roku.
W głębi nawy mieści się schola cantorum zrekonstruowana w 1936 roku z fragmentów pochodzących z V wieku.
Konchę apsydy zdobi fresk przedstawiający Chrystusa w otoczeniu świętych autorstwa Taddeo Zuccari z 1560 roku. Freski w łuku apsydalnym wykonał Eugenio Cisterna w latach 1919–1920.
Front ołtarza głównego wykonany jest z porfiru. Pod ołtarzem znajdują się relikwie św. Sabiny i trzech innych męczenników (sprowadzone do bazyliki przez papieża Eugeniusza z podmiejskiego sanktuarium św. Aleksandra).
Wzdłuż ścian prawej nawy znajdują się fragmenty dekoracji z V wieku. W nawie tej jest wejście do kaplicy św. Jacka, ozdobionej freskami autorstwa Federico Zuccaro przedstawiającymi na ścianach historie z życia św. Jacka, a na sklepieniu triumf tego świętego. W ołtarzu znajduje się obraz namalowany przez Lavinię Fontanę z 1600 roku przedstawiający NMP i św. Jacka.
W niszy w prawej nawie znajduje się starożytna kolumna, według tradycji pochodząca z domu św. Sabiny.
W lewej nawie mieści się kaplica św. Katarzyny ze Sieny projektu Giovanni Battista Contini z 1671 roku. W pendentywach znajdują się freski z historiami z życia św. Katarzyny ze Sieny, a na sklepieniu jej chwała autorstwa Giovanni Odazzi. W ołtarzu znajduje się obraz Sassoferrato Madonna Różańcowa z 1643 roku.
W narteksie bazyliki, koło ołtarza św. Dominika, na kolumience znajduje się czarny wypolerowany kamień, tzw. czarci kamień. Według legendy św. Dominik nocami przychodził do kościoła modlić się za grzeszników. Zdenerwowało to tak szatana, że pewnego razu miał rzucić w niego tym właśnie kamieniem. Co prawda nie trafił, ale uderzył w kamienną płytę, która pękła.
W podziemiach kościoła znajdują się pozostałości domu, być może św. Sabiny oraz niewielkiej świątyni z III wieku.

## Kardynałowie prezbiterzy
Bazylika św. Sabiny jest jednym z kościołów tytularnych nadawanych kardynałom-prezbiterom (Titulus Sanctae Sabinae).
- Walens (udokumentowany w 499)
- Feliks (udokumentowany w 595)
- Maryn (udokumentowany w 721)
- Jordan (udokumentowany 732–745)
- Teofil (udokumentowany 761–769)
- Eugeniusz (?–824)
- Jobinian (udokumentowany w 853)
- Stefan (udokumentowany 963–964)
- Marcin (udokumentowany w 1044)
- Albert (udokumentowany 1095–1100)
  - Mikołaj (udokumentowany w 1099), w obediencji wibertyńskiej
- Alberyk (1112)
- Robert de Paris (1120-1123)
- Comes (1123–ok. 1137), od 1130 w obediencji antypapieża Anakleta II
- Stancius (ok. 1135–1142)
- Manfred (1143–1157)
- Galdino Valvassi della Sala (1166-1167)
- Wilhelm o Białych Dłoniach (1179-1202)
- Tommaso da Capua (1216-1239)
- Hugues de Saint-Cher OP (1244-1263)
- Hughes Seguin (lub Aycelin) de Billom OP (1288-1294), in commendam (1294–1297)
- Niccolò Boccasini OP (1299–1300)
- Walter Winterburn OP (1305)
- Thomas Jorz OP (1305–1310)
  - Nicolas Caignet de Fréauville OP, administrator (1316–1323)
- Gérard de la Garde OP (1342–1343)
- Jean de la Molineyrie OP (1351–1353)
- Francesco Tebaldeschi (1368–1378)
- Giovanni d’Amelia (1378–1385)
- Tommaso di Casasco OP (1383–1390), w obediencji awiniońskiej
- Bálint Alsáni (1386-1408)
- Giuliano Cesarini (1435–1444)
- Giovanni de Primis OSBCas  (1446–1449)
- Guillaume d'Estaing (1450–1455)
- Enea Silvio Piccolomini (1456–1458)
- Berardo Eroli (1460–1474), in commendam (1474-1477)
- Ausias Despuig (1477–1483)
- Giovanni d’Aragona (1483–1485)
- Jean Bilhères de Lagraulas OSB (1493–1499)
- Diego Hurtado de Mendoza y Quiñones (1500–1502)
- Francisco Lloris y de Borja (1503–1505)
- Fazio Giovanni Santori (1505–1510)
- René de Prie (1511)
- Bandinello Sauli (1511–1516)
- Giovanni Piccolomini (1517–1518)
- Adrian Gouffier de Boissy (1518-1523)[6]
- Louis de Bourbon de Vendôme (1524–1550)[7]
- Otto Truchsess von Waldburg (1550–1561)
- Michele Ghislieri OP (1561–1565)
- Simone Pasqua (1565)
- Stanisław Hozjusz (1565)
- Benedetto Lomellini (1565–1579)
- Vincenzo Giustiniani OP (1579–1582)
- Filippo Spinola (1584–1593)
- Ottavio Bandini (1596–1615)
- Giulio Savelli (1616–1636)
- Alessandro Bichi (1637–1657)
- Scipione Pannocchieschi d'Elci (1658–1670)
- Luis Manuel Fernández de Portocarrero (1670–1698)
- Francesco del Giudice (1700–1717)
- Michael Friedrich Althann (1720–1734)
- Raniero d’Elci (1738–1747); in commendam (1747–1761)
- Leonardo Antonelli (1775–1794)
- Giulio Maria della Somaglia (1795–1801)
- Johann Casimir Häffelin (1818–1822)
- Luigi Pandolfi (1823–1824)
- Gustave-Maximilien-Juste de Croÿ-Solre (1829–1844)
- Sisto Riario Sforza (1846–1877)
- Vincenzo Moretti (1877–1881)
- Edward MacCabe (1882–1885)
- Serafino Vannutelli (1887–1889)
- Agostino Bausa (1889–1899)
- François-Désiré Mathieu (1899–1908)
- Leon-Adolphe Amette (1911–1920)
- Francisco de Asís Vidal y Barraquer (1921–1942)
- Ernesto Ruffini (1946–1967)
- Gabriel-Marie Garrone (1967–1994)
- Jozef Tomko (1996-2022)